# Meolo (nautica)
Il Meolo è una fune sottile, una cimetta o meglio una "sagola" in gergo nautico, che scorrendo nella balumina del fiocco o della randa ne determina la chiusura evitando il fileggiamento.
Nelle andature portanti (lasco, poppa), cazzando il meolo si determina una chiusura della vela e un cambio di forma della stessa visto che essa non è più interessata dal flusso laminare del vento e quindi dal fileggiamento.